# Марк Фослій Флакцінатор (військовий трибун з консульською владою)
Марк Фослій Флакцінатор (лат. Marcus Foslius Flaccinator; близько 470 до н. е. — після 433 до н. е.) — політичний діяч часів ранньої Римської республіки, військовий трибун з консульською владою (консулярний трибун) 433 року до н. е.

## Життєпис
Походив з патриціанського роду. Син Гая Фослія Флакцінатора. Про молоді роки нічого невідомо. У 433 році до н. е. обирається військовим трибуном з консульською владою разом з Марком Фабієм Вібуланом та Луцієм Сергієм Фіденатом. Разом з колегами боровся проти мору та голоду в Римі, зокрема опікувався доставкою зерна з Етрурії та Кампанії. Водночас разом з колегами підтримав сенат у протистоянні з народними трибунами, що бажали більших прав для плебсу.

## Родина
- Марк Фослій Флакцінатор, великий понтифік
- Фослія, весталка